# Maison au 13, rue de la Première-Armée-Française à Ensisheim
La maison au 13, rue de la Première-Armée-Française est un monument historique situé à Ensisheim, dans le département français du Haut-Rhin.

## Localisation
Ce bâtiment est situé au 13, rue de la Première-Armée-Française à Ensisheim.

## Historique
L'édifice fait l'objet d'une inscription au titre des monuments historiques depuis 1935.